# 1963 w sztukach plastycznych
Wydarzenia w sztukach plastycznych i wizualnych w 1963 roku.

## Wydarzenia
- Odbyły się pierwsze Międzynarodowe Spotkania Artystów, Naukowców i Teoretyków Sztuki w Osiekach.
- W Palau Aguilar w Barcelonie otwarto El Museu Picasso, muzeum poświęcone Pablowi Picasso[1].
- W Galerii Krzysztofory odbyła się "anty-wystawa" Tadeusza Kantora, składająca się z 937 przedmiotów codziennego użytku[2].

## Malarstwo
- Luís Feito

Numer 460-A
- Tom Wesselmann

Still Life 30
- Tom Wesselmann

Kolaż z wanną numer 3
- Roy Lichtenstein

Zrozpaczona (ang. Hopeless) – olej i akryl na płótnie, 111,5x111,5 cm
- James Rosenquist

Obraz dla amerykańskich Murzynów (ang. Painting for the American Negro, 1962-1963) – olej na płótnie, 203x533,4 cm

## Grafika
- Maurits Cornelis Escher

Wstęga Moebiusa II – drzeworyt langowy

## Rzeźba
- Alina Szapocznikow

Panna (1962-1963)
Animal
Kolczasta
Nagrobek Adama Wanga
Nagrobek Januariusza Ślusarczyka
Drang nach Osten (Poczwara)
Szkaplerz
Tabu
Wiecha
Żagiew

## Asamblaż
- Hannah Höch

Groteska

## Nagrody
- World Press Photo – Malcolm Browne[11]

## Urodzeni
- 1 lutego – Katarzyna Kozyra, polska rzeźbiarka
- 7 kwietnia – Marek Sobczak, polski malarz

## Zmarli
- 23 stycznia - Józef Gosławski (ur. 1908), polski rzeźbiarz i medalier